# Serie B 1989/90
De Serie B 1989/90 was de 58ste editie van de strijd op het tweede niveau van het Italiaanse profvoetbal. Er namen in totaal twintig teams deel aan de competitie, waarvan vier gepromoveerde uit de Serie C (Cagliari, Foggia, Reggiana en US Triestina) en vier gedegradeerde uit de Serie A (Como, Pescara, Pisa en Torino). 
De competitie begon op 27 augustus 1989 en eindigde op 16 juni 1990. Topscorer werd Andrea Silenzi van Reggiana. Hij scoorde 23 keer in 36 duels. Torino keerde onder leiding van trainer-coach Eugenio Fascetti na één seizoen terug op het hoogste niveau.

## Eindstand
| №  | Club      | WG | W  | G  | V  | DV | DT | +/– | Punten |
| -- | --------- | -- | -- | -- | -- | -- | -- | --- | ------ |
| 1  | Torino    | 38 | 19 | 15 | 4  | 63 | 24 | +39 | 53     |
| 2  | Pisa      | 38 | 16 | 19 | 3  | 51 | 23 | +28 | 51     |
| 3  | Cagliari  | 38 | 17 | 13 | 8  | 39 | 22 | +17 | 47     |
| 4  | AC Parma  | 38 | 16 | 14 | 8  | 49 | 30 | +19 | 46     |
| 5  | Ancona    | 38 | 13 | 17 | 8  | 46 | 34 | +12 | 43     |
| 6  | Reggina   | 38 | 13 | 16 | 9  | 32 | 27 | +5  | 42     |
| 7  | Reggiana  | 38 | 11 | 18 | 9  | 33 | 31 | +2  | 40     |
| 8  | Foggia    | 38 | 15 | 9  | 14 | 45 | 38 | +7  | 39     |
| 9  | Pescara   | 38 | 14 | 11 | 13 | 34 | 39 | –5  | 39     |
| 10 | Brescia   | 38 | 10 | 17 | 11 | 31 | 34 | –3  | 37     |
| 11 | Padova    | 38 | 12 | 13 | 13 | 26 | 33 | –7  | 37     |
| 12 | Avellino  | 38 | 12 | 11 | 15 | 33 | 35 | –2  | 35     |
| 13 | Triestina | 38 | 9  | 17 | 12 | 33 | 41 | –8  | 35     |
| 14 | Cosenza   | 38 | 9  | 16 | 13 | 27 | 40 | –13 | 34     |
| 15 | Barletta  | 38 | 9  | 16 | 13 | 24 | 37 | –13 | 34     |
| 16 | Messina   | 38 | 11 | 12 | 15 | 28 | 44 | –16 | 34     |
| 17 | Monza     | 38 | 11 | 12 | 15 | 26 | 37 | –11 | 34     |
| 18 | Licata    | 38 | 6  | 16 | 16 | 22 | 38 | –16 | 28     |
| 19 | Como      | 38 | 7  | 13 | 18 | 16 | 32 | –16 | 27     |
| 20 | Catanzaro | 38 | 3  | 19 | 16 | 16 | 35 | –19 | 25     |

## Play-offs

### Degradatie
|        |               |       |       |                                                                           |
| 7 juni | Messina       | 1 – 0 | Monza | Stadio Adriatico, Pescara Toeschouwers: ?? Scheidsrechter: Gianni Beschin |
| 7 juni | Paolo Doni 8' |       |       | Stadio Adriatico, Pescara Toeschouwers: ?? Scheidsrechter: Gianni Beschin |